# Mashal Al-Otaibi
Mashal Al-Otaibi es un deportista kuwaití que compitió en atletismo adaptado. Ganó una medalla de bronce en los Juegos Paralímpicos de Atlanta 1996 en la prueba de lanzamiento de jabalina (clase F55).

## Palmarés internacional
| Juegos Paralímpicos | Juegos Paralímpicos      | Juegos Paralímpicos | Juegos Paralímpicos |
| Año                 | Lugar                    | Medalla             | Prueba              |
| ------------------- | ------------------------ | ------------------- | ------------------- |
| 1996                | Atlanta (Estados Unidos) | Medalla de bronce   | Jabalina F55        |